# Pink panteri
Pink panteri (engl. Pink Panthers) je ime koje je Interpol dodelio međunarodnoj kriminalnoj grupi koja se bavi krađom nakita. Ime je dobila po istoimenom filmu Pink Panter, i odgovorna je za neke od najsmelijih i najglamuroznijih pljački u istoriji, zbog čega neki kriminolozi članove ove grupe nazivaju i umetnicima.
Njihove mete su se nalazile u nekoliko država i kontinenata, od kojih se pljačka u Japanu smatra za najveću i najuspešniju.
Svojevremeno je londonski list "Gardijan" primetio da na nesreću Interpola i policija iz dvadesetak zemalja u kojima su operisali, ova banda poseduje određeni stil i glamur i skoro neobaveznu nonšalanciju s kojom pljačka juvelirnice samo za najbogatije.
Neke bezbedonosne agencije smatraju da je zbog smelih pljački u Dubaiju, Švajcarskoj, Japanu, Francuskoj, Lihtenštajnu, Nemačkoj, Luksemburgu, Španiji i Monaku grupa odgovorna za krađu preko 500 miliona dolara.
U Bernu je, početkom 2012. godine, održan i sastanak stotinak policajaca iz dvadesetak zemalja koji su tri dana razgovarali o "Pink panterima", jer im je svima zadatak da ih strpaju iza rešetaka.
Zvaničnici Interpola kažu da je proteklih godina uhapšeno 25, a da se istraga vodi protiv 400 pripadnika ili saučesnika "Pink pantera".

## Napadi
Prema Interpolu, grupu čini nekoliko stotina članova, većina njih iz Srbije. Ipak, drugi izvori navode da je grupa sačinjena od najmanje 60 članova od kojih je polovina iz Crne Gore.
Grupa je prvi put privukla pažnju javnosti 1993. godine kada je izvršila pljačku dijamanata u vrednosti od 500.000 funti u oblasti Mejfer u centru Londona.
Lopovi su sakrili dijamante u kutijici sa kremom za lice, tako oponašajući scenu iz filma Povratak Pink Pantera. U maju 2005. godine, Graf, ekspert za dijamante iz Londona, bio je meta napada u kome je opljačkano skoro milion funti u nakitu. Tri čoveka su bila osumnjičena da stoje iza pljačke, od kojih je jedan bio naoružan. Graf je bio opljačkan i 2002. godine kada mu je ukradeno 23 miliona funti, od čega su mu 3 miliona vraćena 2 godine kasnije. Jedan od lopova je osuđen na 15 godina u julu 2004.
Tokom 21. veka u razmaku od samo 6 godina Pink panteri su opljačkali 120 prodavnica u više od dvadeset zemalja. Na udaru grupe su bili Dubai, Ženeva, Japan, London, Danska, Monako, Francuska, Švajcarska, UAE, Amerika. Njihova posvećenost detaljima im je omogućila toliko uspeha u ovim poduhvatima. Pre pljačke u Bijaricu ofarbali su sve klupe u blizini draguljarnica kako bi sprečili nekoga da na njih sedne i vidi ih u akciji.
Grupa je osumnjičena da je učestvovala u najmanje dve takozvane „ polomi i zgrabi“ pljačke zlatara u tokijskom okrugu Ginza. Prva, 2004. godine, bila je teška 3.5 miliona jena u draguljima. U drugoj, juna 2007. godine, ukradeno je nakita u vrednosti od 284 miliona jena. U toj pljački Rifat Hadžiahmetović i Radovan Jelušić isprskali su suzavcem 3 prodavačice i potom ukrali krunu, ogrlice i drugi nakit i pobegli iz radnje.
Grupa je takođe poznata po svojim smelim bekstvima i pokušajima da provale u izabrane radnje. 2005. godine su opljačkali draguljarnicu u Sen Tropeu noseći majice u cvetnom dezenu da bi posle pobegli gliserom. Pre nego što će opljačkati Grafovu draguljarnicu 2008. u Dubaiju, 8 članova grupe su sa dve limuzine provalili kroz izlog, ukravši satove i druge dragocenosti u vrednosti od 8 miliona funti. U narednoj akciji 4 pripadnika grupe su decembru 2008. obučeni kao žene opljačkali francusku juvelirnicu Hari Vinston u Parizu. Banda je napustila radnju noseći preko 100 miliona dolara (60 miliona funti) u dragocenostima. U Francuskoj su nakon toga „osvanuli“ i oglasi u kojima se nudila nagrada od milion dolara za bilo kakvu informaciju koja bi dovela do hapšenja .
Veruje se da je i pljačka teška 65 miliona dolara 6. avgusta 2009. u Londonu delo iste grupe. Glavni povod za ovu tvrdnju je to što čovek koji je opljačkao Grafovu radnju u ulici nije krio svoje lice, sugerišući da su u stanju da šminkom izmene svoja lica kao u filmu Nemoguća misija.
U avgustu 2012. godine, policija u Beču uhapsila je četiri pljačkaša i dva osumnjičena za pružanje logističke podrške, koji su koordinirali delovanje bande, a žive u Beču. Njima se pripisuju tri pljačke zlatara u 2. bečkom okrugu u februaru i martu, jedna pljačka u 21. okrugu i jedna provala u 21. okrugu

## Hapšenja i bekstva
Prema navodima Ronalda Nobla, čelnika Interpola, lopovi su identifikovani DNK analizom.
Godine 2005, dva muškarca i jedna žena su uhapšeni u Beogradu. U oktobru 2007.godine osuđeni su pred sudom u Srbiji zbog krađe ogrlice Kontesa de Vandom u Tokiju, vredne približno 15 miliona funti. Ta pljačka se dogodila marta 2004. I to je najveća pljačka nakita u istoriji Japana. Vođa grupe je osuđen na 7 godina, dok su ostala dva člana dobili manje kazne.
Tri člana grupe iz Srbije su proglašena krivim za pljačke u Bijaricu, Kanu, Kurševelu i Sen Tropeu pred sudom u Šamberiju 2008. godine. Dva su osuđena na zatvorske kazne od 6 i 10 godina.
Rifat Hadžiahmetović, osumnjičen za pljačku u Ginzi tržnom centru 2007.godine, uhapšen je na aerodromu u Larnaki sa lažnim bugarskim pasošem u martu 2008. godine. Na Kipru je odslužio kaznu zbog putovanja sa lažnim ispravama, pre nego što je izručen španskim vlastima. Španija ga je potom izručila Japanu gde je osuđen na kaznu od 10 godina u septembru 2011. Njegov saučesnik, Radovan Jelušić, uhapšen je u Italiji 2010. za posebno krivično delo pa je potom izručen Crnoj Gori.
20.juna 2009. francuska policija u Monte Karlu zadržala je 3 člana grupe pošto su primećeni kako se muvaju oko draguljarnica u Monaku. Uhapšeni su na Kazino skveru, nakon što im je naređeno da legnu na zemlju, stavljene su im lisice.
Jedan od troje uhapšenih, Dragan Mikić, posebno je zanimljiv istražnim organima. On je iz Srbije, nalazi se na Interpolovoj listi najtraženijih, i vrlo moguće da je jedan od vođa Pink pantera. Bio je u bekstvu od 2005. Kada je uz pomoć merdevina i naoružanih saučesnika pobegao iz zatvora.
Glavna figura Pink pantera, Mitar Marjanović, uhapšen je u Rimu 8. marta 2012. godine, nakon što su 2 njegova saučesnika u pljački počinjenoj mesec dana ranije prilikom bekstva ispustili ukradene predmete sa Marjanovićevim otiscima prstiju.
Dana 14. marta 2012. U Atini su uhapšena još 3 člana grupe. Dvojica su bili Srbi, starosti 20 i 36 godina, i uhapšeni su prilikom izviđanja draguljarnica za pljačku. Dali su se u beg i tom prilikom je 36-godišnji uhapšeni pištoljem pucao i ranio policajca tokom potere. Obojica su potom uhapšeni i nenamerno odali trećeg člana grupe, četrdesettrogodišnju državljanku Srbije Oliveru Vasić Ćirković. U julu 2012. Olivera je pobegla iz atinskog zatvora uz pomoć trojice prijatelja. Jedan od njih koji joj je "donosio akvarel boje" na Oliverin znak nerado je udario glavnu stražarku tako da je onesvesti i mirno su išetali iz zatvora i seli na motore na kojima su ih čekala preostala dvojica.
U oktobru 2012. godine su, pod optužbom da su izvršili četiri pljačke zlatara u Beču i Salcburgu, pred Zemaljskim sudom u Salcburgu osuđeni na dugogodišnje zatvorske kazne. Mihajlo M. (30) i Nikola B. (24) su ukrali nakit u vrednosti od 1,8 miliona evra, i sredinom maja su se u pratnji svog advokata Nikolausa Rasta predali bečkoj policiji. Obojica su pred sudom priznali krivična dela, ali iz straha, zbog navodnih drugih članova bande, nisu želeli da daju detaljnije podatke.
Da im ne polazi uvek sve za rukom ilustruje "slučajno" hapšenje člana bande Duška Poznana, osumnjičenog za pljačke u Dubaiju i Lihtenštajnu. Naime, oktobra 2008. Poznan je, sa još jednim saučesnikom, obilazio Monako, kvart u kome se nalaze ekskluzivne prodavnice Kartije, Ermes i Luj Viton i dok je prelazio ulicu udario ga je automobil. On je prvo odbio medicinsku pomoć, ali kada su ga konačno odvezli u bolnicu, policajac ga je prepoznao sa Interpolove poternice. Policija je uspela i da, nakon pljačke u Dubaiju, u zapaljenom audiju pronađe ugovor o iznajmljivanju auta sa brojem mobilnog telefona, koji ih je odveo do šest članova "Pink pantera".

## Spoljašnje veze
- [http://www.newyorker.com/reporting/2010/04/12/100412fa_fact_samuels